# ستودنتس (ناحیه سمیلی)
ستودنتس (به چکی: Studenec) یک منطقهٔ مسکونی در جمهوری چک است که در ناحیه سمیلی واقع شده‌است. ستودنتس ۱۷ کیلومتر مربع مساحت و ۱٬۸۳۰ نفر جمعیت دارد.